# United States Assistant Secretary of War
L'United States Assistant Secretary of War était le second fonctionnaire le mieux gradé du département de la Guerre des États-Unis de 1861 à 1867, de 1882 à 1883, et de 1890 à 1940.

## Liste desAssistant Secretary of War
- Thomas Alexander Scott (1861-1863)
- Charles Anderson Dana (1863-1865)
- Thomas Eckert (1865-1867), sous Edwin M. Stanton durant la présidence d'Andrew Johnson
- Lewis Addison Grant (1890-1893)
- Joseph Do (1893-1897)
- George de Rue Meiklejohn (1897-1901)
- William Cary Sanger (1901-1903)
- Robert Shaw Oliver (1903-1913)
- Henry Skillman Breckinridge (1913-1916), sous Lindley Miller Garrison durant la présidence de Woodrow Wilson
- William Ingraham (1916-1917)
- Benedict Crowell (1917-1920)
- William Reid Williams (1920-1921)
- Jonathan Mayhew Wainwright (1921-1923)
- Dwight Davis (1923-1925)
- Hanford MacNider (1925-1928)
- Patrick Jay Hurley (mars–décembre 1929)
- Frederick Huff Payne (1930-1933)
- Harry Hines Woodring (1933-1936)
- Louis Arthur Johnson (1937-1940)
- Robert Porter Patterson (1940)
- John McCloy (1941-1945)
- Howard Charles Petersen (1945-1947)